# رصدخانه وین
{{Infobox observatory
رصدخانه وین (آلمانی: Universitätssternwarte Wien) رصدخانه وین (به آلمانی: Universitätssternwarte Wien) یک رصدخانهٔ اخترشناسی در وین، اتریش است. این رصدخانه بخشی از دانشگاه وین است. اولین رصدخانه در سال‌های ۱۷۵۳–۱۷۵۴ در پشت بام یکی از ساختمان‌های دانشگاه ساخته شد.
رصدخانهٔ جدیدی بین سال‌های ۱۸۷۴ و ۱۸۷۹ ساخته شد و سرانجام توسط امپراتور فرانتس یوزف یکم اتریش در سال ۱۸۸۳ افتتاح شد. در گنبد اصلی رصدخانه نورشکنی با قطر ۶۸ سانتی‌متر (۲۷ اینچ) و فاصله کانونی ۱۰٫۵ متر (۳۴ فوت) قرار دارد) که ساخته شده توسط شرکت تلسکوپ گراب پارسونز، در آن زمان، این بزرگترین تلسکوپ شکستی جهان بود.
زمین برای رصدخانه جدید در سال ۱۸۷۲ خریداری شد. این به دلیل قرار داشتن در ارتفاع (حدود ۱۵۰ فوت) بالاتر از سطح شهر مورد توجه قرار گرفت. [۱] ساخت و ساز آن در مارس ۱۸۷۴ آغاز شد و با ابزارهای جدید روز در سال ۱۸۷۷ افتتاح گردید. طرح کلی دارای اتاق‌های مختلف و سه گنبد اصلی بود، یکی برای تلسکوپ گراپ (Grubb) و سپس دو گنبد کوچکتر و چندین تراس.
در این زمان، با آنکه دیافراگم بزرگتر منعکس کننده تلسکوپ، و فن آوری‌های اصلی آینه فلزی و نقره روی شیشه وجود داشت ولی آنها هنوز اعتبار چندانی برای خود ایجاد نکرده بودند و علاقه به مواد نسوز به صورت خوب یا بد تا قرن بیستم ادامه داشت.